# Liste der kanadischen Regionen
Der Begriff Regionen ist in Kanada nicht eindeutig: Es gibt einerseits National regions/Régions nationales, für die Einteilung des kanadischen Bundesstaates. Sie fassen einzelne Territorien und Provinzen zusammen. Andererseits gibt es innerhalb der Territorien und Provinzen offizielle Zensus- und Verwaltungsregionen und inoffizielle geografische Regionen.

## National regions/Régions nationales

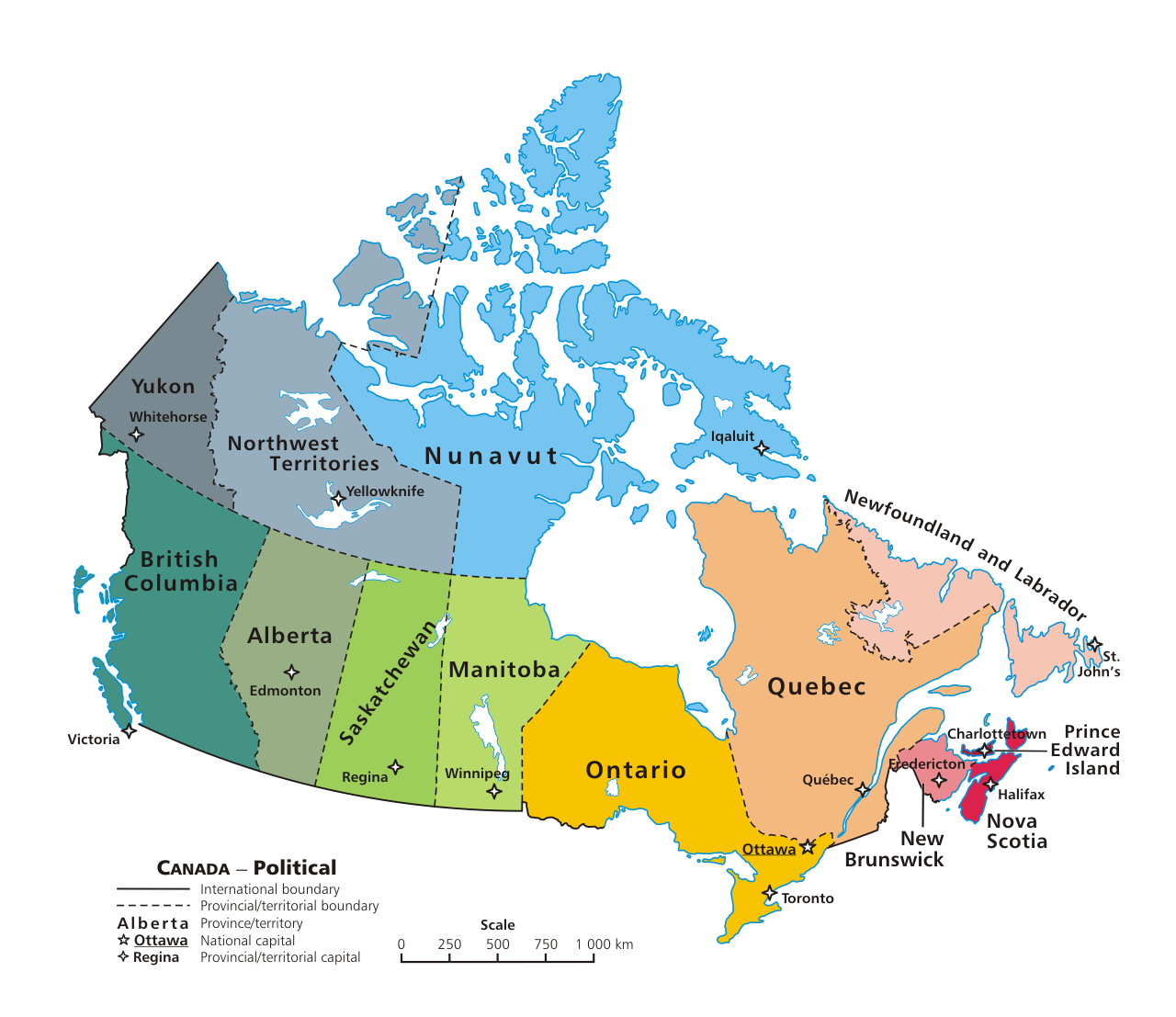
Karte Kanadas

Provinzen und Territorien Kanadas werden normalerweise in folgende Regionen gruppiert (generell von West nach Ost):
| Westkanada |                       |                          | British Columbia     |
| Westkanada | Prärieprovinzen       | Prärieprovinzen          | Alberta              |
| Westkanada | Prärieprovinzen       | Prärieprovinzen          | Saskatchewan         |
| Westkanada | Prärieprovinzen       | Prärieprovinzen          | Manitoba             |
| Ostkanada  | Zentralkanada         | Zentralkanada            | Ontario              |
| Ostkanada  | Zentralkanada         | Zentralkanada            | Québec               |
| Ostkanada  | Atlantische Provinzen | Seeprovinzen             | New Brunswick        |
| Ostkanada  | Atlantische Provinzen | Seeprovinzen             | Prince Edward Island |
| Ostkanada  | Atlantische Provinzen | Seeprovinzen             | Nova Scotia          |
| Ostkanada  | Atlantische Provinzen | Neufundland und Labrador |                      |
| Nordkanada | Nordkanada            | Nordkanada               | Yukon                |
| Nordkanada | Nordkanada            | Nordkanada               | Nordwest-Territorien |
| Nordkanada | Nordkanada            | Nordkanada               | Nunavut              |

Andere Regionen sind:
- English Canada, manchmal als der Rest von Kanada (ausgenommen Quebec) bekannt, wenn es um Sprachen geht
- Canada francophone (French Canada)
- Pacific Canada (British Columbia)
- Akadien
- Québec-Windsor-Korridor
- Four Corners

Sitze im kanadischen Senat sind gleichmäßig verteilt auf vier Regionen: Seeprovinzen, Quebec, Ontario und Westen, wobei Neufundland und der Norden einen besonderen Status haben.

## Provincial regions/Régions provinciales
Die Provinzen und Territorien sind alle zu verschiedenen offiziellen und inoffiziellen Zwecken in Regionen unterteilt. In manchen Provinzen sind die Regionen offiziell von der Regierung festgelegt worden.
| - Nord-Alberta - Peace Country - Alberta’s Rockies - Süd-Alberta - Cypress Hills - Palliser-Dreieck - Calgary Region - Edmonton Capital Region - Zentral-Alberta - Calgary-Edmonton Corridor - Britisch-Kolumbien Binnenland - Atlin Distrikt - Stikine Country - Peace River Country - Nechako - Bulkley - Cariboo - Interlakes - Fraser Canyon - Chilcotin - Omineca-Prince George - Robson Valley - Kootenays - Slocan - Arrow Lakes (Region) - Okanagan Valley - Boundary - Similkameen - Thompson - Nicola - Bonaparte - Wells Grey-Clearwater - Shuswap - Columbia Country - Columbia Valley - Lillooet-Fraser Canyon - Bridge River Country - South Coast - Lower Mainland - Greater Vancouver - Fraser Valley Regional District - Sea to Sky Country - Gulf Islands (Region) - Sunshine Coast - Vancouver Island - Greater Victoria - Zentralküste - Queen Charlotte Strait (Region) - Nordküste - Queen Charlotte Islands (Region) - Skeena - Nass - Northern - Interlake - Central Plains - Eastman - Westman - Winnipeg Capital Region - Parkland - Pembina Valley - Acadian Peninsula - North Shore - Gulf Shore - Fundy Shore - Fundy Isles - Kennebecasis River Valley - Republic of Madawaska - Miramichi Valley - St. John Valley - Tantramar - Metro Moncton - Greater Saint John - Greater Fredericton - Labrador - Labrador West - Labrador Coast - Nunatsiavut - Neufundland - Avalon (Halbinsel) - Burin-Halbinsel - Bonavista-Halbinsel - South Coast - West Coast - Bay of Islands - South Shore Bay of Islands - North Shore Bay of Islands - Corner Brook (Region) - Bonne Bay - Gros Morne (Region) - Port au Port Halbinsel - Great Northern Peninsula - White Bay - Northeast Coast - Fogo Island - Verwaltungsregionen der Regierung der Nordwest-Territorien: - Inuvik Region - Sahtu Region - Dehcho Region - North Slave Region - South Slave Region - Zensusregionen: - Region 1 - Region 2 - Region 3 - Region 4 - Region 5 - Region 6 - ehemalige Zensusregionen: - Fort Smith Region - Inuvik Region (Volkszählungsregion) | - Cape Breton Island - Industrial Cape Breton - Cape Breton Regional Municipality - Strait of Canso Area - Südküste (Nova Scotia) - Ostküste (Nova Scotia) - Halifax (Nova Scotia) - Musquodoboit Valley - Nordküste (Nova Scotia) - Zentral-Nova-Scotia - Nord-Nova-Scotia - Annapolis Valley (Region) - Kitikmeot Region - Kivalliq Region - Qikiqtaaluk Region - Northern Ontario - Northwestern Ontario - Northeastern Ontario - Nickel Belt - Southern Ontario - Southwestern Ontario - Georgian Triangle - Bruce Halbinsel - Golden Horseshoe - Greater Toronto Area - Niagara-Halbinsel - Zentral-Ontario - Kawartha Lakes (Region) - Muskoka - Haliburton (Region) - Bay of Quinte - Eastern Ontario - Ottawa Valley - National Capital Region - Thousand Islands - Upper Ottawa Valley - North Shore - South Shore - West Prince - East Prince/Summerside Area - Queens - Charlottetown Area - Kings - Nord-du-Québec - Forêt boréale (Borealer Nadelwald) - Outaouais - Laurentides (Region) - Saguenay–Lac-Saint-Jean - Côte-Nord - Basses-terres du Saint-Laurent (Sankt-Lorenz-Tiefland) - Montérégie - Agglomération de Montréal - Île Jésus - Île de Montréal (Region) - Île Perrot - Île d'Orléans (Region) - Île Bizard - Agglomération de Québec - Île d'Anticosti - Appalaches (Appalachen) - Estrie (Cantons de l’Est) - Gaspésie - Îles de la Madeleine - Carlton Trail Region - East Central Saskatchewan - Northern Saskatchewan - Greater Regina Area - Greater Saskatoon Area - Southeastern Saskatchewan - Southwestern Saskatchewan - Palliser's Triangle - Coteau Hills - Cypress Hills - West Central Saskatchewan - Lakeland Region - Klondike Fields |